# Amílcar Cabral
Amílcar Lopes Cabral (ur. 12 września 1924 w Bafatá, zm. 20 stycznia 1973 w Konakry) – inżynier agronom i działacz polityczny pochodzący z Gwinei Portugalskiej. Działał na rzecz wyzwolenia Gwinei Portugalskiej (obecnie Gwinei Bissau) i Wysp Zielonego Przylądka spod portugalskiego kolonializmu. Współzałożyciel (1956) PAIGC, Afrykańskiej Partii Niepodległości Gwinei i Wysp Zielonego Przylądka. Pod względem ideowym zwolennik marksizmu.

## Życiorys
Urodził się w miejscowości Bafatá w Gwinei Portugalskiej. Był synem Kabowerdeńczyków. W wieku 12 lat osiedlił się wspólnie z matką w ich dawnej ojczyźnie na Wyspach Zielonego Przylądka. Jego ojciec, Juvenal Lopes był posiadaczem ziemskim, który zmarł przed urodzeniem Amílcara. Młodzieniec pozostał pod opieką dziadka, a następnie matki chrzestnej, Simoy Borges. Po ukończeniu wczesnej edukacji na krótko podjął się pracy w drukarni, którą porzucił po otrzymaniu stypendium. W 1945 roku wyjechał do Lizbony, gdzie rozpoczął studia agronomiczne. W trakcie studiów założył Centrum Studiów Afrykańskich, organizację skupiającą afrykańskich studentów w Portugalii. Jednym z członków założonego przez Cabrala centrum był przyszły prezydent Angoli Agostinho Neto. W trakcie pobytu w portugalskiej stolicy wraz z kilkoma innymi afrykańskimi studentami opracował teorie polityczne dotyczące kolonializmu i ruchu wyzwoleńczego. Po ukończeniu studiów w 1950 roku powrócił do Afryki i został zatrudniony przez władze kolonialne jako agronom. Zajmował się rolnictwem i gospodarką leśną. Początek lat 50. spędził, pracując w Gwinei Portugalskiej.
Po powrocie do niej podjął działalność niepodległościową. Początkowo zamierzał doprowadzić do upadku kolonializmu dostępnymi, legalnymi środkami. Stanowisko zmienił po wyjeździe do Angoli w 1955 roku (również tam pracował jako agronom), gdzie nawiązał kontakt z tamtejszymi nacjonalistami. We wrześniu 1956 roku znalazł się w gronie pięciu współzałożycieli Afrykańskiej Partii Niepodległości Gwinei i Wysp Zielonego Przylądka (PAIGC). Wśród członków założycieli PAIGC znalazł się między innymi jego brat Luís i Aristides Pereira. Celem partii było wyzwolenie Gwinei Portugalskiej i Wysp Zielonego Przylądka spod rządów kolonialnych. W grudniu tego samego roku ponownie udał się do Angoli, gdzie uczestniczył w formowaniu Ludowego Ruchu Wyzwolenia Angoli (MPLA). Cabral został członkiem tejże organizacji. W 1957 roku wziął udział w paryskim spotkaniu dotyczącym dekolonizacji Afryki portugalskiej. Później odwiedził stolicę Ghany, Akrę, gdzie odbywał się szczyt panafrykański. Odwiedził ponadto Tunis i Londyn, gdzie uczestniczył w tamtejszych konferencjach poświęconych walce z kolonializmem. Zaznaczał, że nie zamierza walczyć z Portugalczykami, lecz z systemem kolonialnym.
W 1960 roku zyskał schronienie w już niepodległej Gwinei. Korzystając z sąsiedztwa z Gwineą Portugalską, rozwijał w tym kraju emigracyjnego struktury PAIGC. Prowadził szkolenie wojskowo-ideologiczne partyjnych formacji zbrojnych, które po raz pierwszy wykorzystał w walce w 1962 roku. W 1963 roku wypowiedział rządowi kolonialnemu otwartą wojnę. Gwinea Portugalska stała się głównym miejscem walk (PAIGC wycofał się szybko z działań zbrojnych na Wyspach Zielonego Przylądka). Po roku walk PAIGC zdołał wyzwolić część obszarów Gwinei Portugalskiej, gdzie uformował regularne Rewolucyjne Siły Zbrojne Ludu. Za sojusznika w walce z kolonialistami Cabral wybrał blok socjalistyczny, dzięki czemu uzyskał jego wsparcie militarne i szkoleniowe. Pomocy PAIGC udzieliły też Chiny i państwa skandynawskie. W 1966 roku spotkał się w Hawanie z kubańskim liderem Fidelem Castro. Castro zaoferował Cabralowi wsparcie doradców wojskowych, techników i lekarzy. W 1970 roku na specjalnej audiencji odwiedził papieża Pawła VI.
W 1972 roku założył Zgromadzenie Narodowe Ludu Gwinei. 20 stycznia 1973 Cabral został zastrzelony przez weterana wojny o niepodległość na jednej z ulic Konakry, stolicy dawnej Gwinei Francuskiej. Powszechnie uważa się, że za zamachem stały tajne służby portugalskie (tajna policja wcześniej kilkukrotnie próbowała go zabić). Gwinea Bissau rok później uzyskała niepodległość uznaną przez Portugalię. Republika Zielonego Przylądka stała się niepodległa w 1975 roku. W Afryce uważany jest za ikonę walki o wolność.
Był żonaty z Marią Heleną de Athayde Vilheną Rodrigues. Poznał ją w trakcie studiów w Lizbonie.
Jego wizerunek został umieszczony na monecie obiegowej Republiki Zielonego Przylądka o nominale 50 escudo bitej w 1977 i 1980 roku. 